# Diastatomma tricolor
Diastatomma tricolor – gatunek ważki z rodziny gadziogłówkowatych (Gomphidae).